# Капассо, Федерико
Федерико Капассо (англ. Federico Capasso; род. 24 июня 1949, Рим, Италия) — американский физик и инженер. Многолетний сотрудник Лабораторий Белла (1977—2003), профессор Гарвардского университета с 2003 года. Член Национальной академии наук США (1995) и Американской академии искусств и наук (1998). Известен как соавтор изобретения квантово-каскадного лазера. В последние годы занимается проектированием плоских тонких оптических линз.

## Награды
- 1993 — Премия Ньюкомба Кливленда[англ.]
- 1994 — Золотая медаль Генриха Велкера[нем.]
- 1998 — Премия Ранка
- 2000 — Премия Уиллиса Лэмба
- 2001 — Премия Вуда
- 2002 — Медаль и премия Дадделла
- 2004 — Медаль Эдисона
- 2004 — Премия Артура Шавлова по лазерной физике[англ.]
- 2005 — Международная премия короля Фейсала
- 2010 — Приз Юлиуса Шпрингера по прикладной физике
- 2010 — Berthold Leibinger Zukunftspreis[англ.]
- 2013 — Премия в области квантовой электроники и оптики
- 2013 — Премия Гумбольдта[8]
- 2013 — Золотая медаль SPIE
- 2015 — Премия Румфорда
- 2016 — Премия Бальцана[9]
- 2018 — Premio Enrico Fermi[нем.]
- 2021 — Медаль Фредерика Айвса